# Раймонд Робінсон (велогонщик)
Раймонд Робінсон (англ. Raymond Robinson, 3 вересня 1929 — 4 січня 2018) — південноафриканський велогонщик.
Срібний призер Олімпійських Ігор 1952 року в гонці на 2000 м на тандемах, бронзовий призер 1952 року в гіті на 1000 м, учасник 1956 року.